# Большой Лом (Нижегородская область)
 Большой Лом  — деревня в Тоншаевском муниципальном округе Нижегородской области.

## География
Деревня находится в северо-восточной части Нижегородской области, на расстоянии приблизительно 4 километра по прямой на север-северо-восток от посёлка Тоншаево, административного центра района.

## Население
Постоянное население составляло 56 человек (русские 91 %) в 2002 году, 30 в 2010.

## История
До 2020 года входила в состав городского поселения Рабочий посёлок Тоншаево до его упразднения.